# Arthur Sachs
Arthur Sachs, född 1953, död 2007, var en svensk konstnär som levde halva sitt liv hemma i Sverige och andra halvan i Spanien. 
Sachs konst syns därför såväl intensiva Flamencodansörer och eldiga spanska romer som skandinaviska divor med bleka ansikten som ser ut att vara skurna ur is. Motsatsers kamp återkommer i hans konst; eld och is, nordisk svalka och spansk passion. I konstnärens tidiga verk är dessa ytterligheter tydliga, men med åren har de blivit mer balanserade. Sachs senare verk präglas snarare av harmoni mellan motsatserna. 

## Arthur Sachs konst
Sachs kvinnoavbildningar är sensuella och erotiskt laddade utan att gå över gränsen till det grova eller vulgära. De är mjuka, feminina och ibland till och med lekfulla. Konstnären fångar med stor exakthet kroppens ställningar och komplexa rörelser från till exempel dans. Ett bra exempel på detta finns i målningen ”Flamenco Dancer” där man kan se hur Sachs noggrant återger armens position, ryggens krökning och vridningen av huvudet. Dansaren är på samma gång passionerad, akademiskt korrekt och musikalisk. 
Ett annat återkommande tema i Sachs konstnärskap är hans landskap fyllda av sol, hav och storslagna sydspanska vyer. När det gäller konstnärens skandinaviska tema så kan det beskrivas som en reflektion av norrsken - något som Sachs ofta använder som bakgrund till sina porträtt.

## Separatutställningar
Under sin livstid hade Arthur Sachs separatutställningar i många olika länder, bland andra: 
Sverige, Spanien, Norge, USA, Frankrike, Portugal, Tyskland, England, Hongkong och Japan.